# Гыинское (сельское поселение)
Гыинское — упразднённое муниципальное образование со статусом сельского поселения в Кезском районе Удмуртии Российской Федерации.
Административный центр — деревня Старая Гыя.
Законом Удмуртской Республики от 26 апреля 2021 года № 29-РЗ к 9 мая 2021 года упразднено в связи с преобразованием муниципального района в муниципальный округ.

## История
Статус и границы сельского поселения установлены Законом Удмуртской Республики от 19 ноября 2004 года № 66-РЗ «Об установлении границ муниципальных образований и наделении соответствующим статусом муниципальных образований на территории Кезского района Удмуртской Республики».

## Население
| 2010 | 2012 | 2013 | 2014 | 2015 | 2016 | 2017 |
| ---- | ---- | ---- | ---- | ---- | ---- | ---- |
| 514  | ↘501 | ↘492 | ↘489 | ↘475 | ↘462 | ↘438 |
| 2018 | 2019 | 2020 |      |      |      |      |
| ↘424 | ↘403 | ↘386 |      |      |      |      |

## Состав сельского поселения
| № | Населённый пункт | Тип населённого пункта          | Население |
| - | ---------------- | ------------------------------- | --------- |
| 1 | Асан             | деревня                         | ↗32       |
| 2 | Брагино          | деревня                         | →8        |
| 3 | Лудъяг           | деревня                         | ↘39       |
| 4 | Медьма           | деревня                         | ↗53       |
| 5 | Новая Гыя        | деревня                         | ↘142      |
| 6 | Старая Гыя       | деревня, административный центр | ↘227      |